# 法比安·巴兰斯基
法比安·巴兰斯基（波蘭語：Fabian Barański，1999年5月27日—），波兰男子赛艇运动员，2019年世界赛艇锦标赛男子四人双桨银牌得主、2022年世界赛艇锦标赛男子四人双桨金牌得主、2023年世界赛艇锦标赛男子四人双桨铜牌得主、2024年夏季奥林匹克运动会男子四人双桨铜牌得主。